# Хогарт, Дэвид Джордж
Дэвид Джордж Хогарт (англ. David George Hogarth; 23 мая 1862, Бартон-апон-Хамбер, Линкольншир, Великобритания — 6 ноября 1927, Оксфорд, Великобритания) — британский археолог и учёный, хранитель музея Эшмола с 1909 по 1927 год, президент Королевского географического общества с 1925 по 1927 год.

## Биография
Дэвид Джордж Хогарт родился в семье Джорджа Хогарта, викария из Бартона-апон-Хамбера, и Джейн Элизабет Хогарт, урождённой Апплби. Его младшая сестра стала писательницей и редактором Джанет Элизабет Кортни, младший брат Чарльз Джеймс Хогарт (1869—1942?), участник англо-бурской войны, стал органистом в Скарборо и плодовитым переводчиком русской литературы (Гоголь, Толстой, Достоевский, Тургенев и т. д.).
В одной из своих автобиографических работ Хогарт утверждал: «Ничто не располагало меня к моему ремеслу в ранние годы». В 1876—1880 годах он получил среднее образование в Винчестерском колледже, в октябре 1881 года поступил в колледж Магдалины в Оксфорде, где в 1885 году получил степень бакалавра искусств.
В 1886 году Хогарт стал действительным членом колледжа Магдалины в Оксфорде. В 1887—1894 годах участвовал в научных экспедициях и проводил раскопки на Крите (1900), в Египте (в Дейр-эль-Бахри в 1894 году, в Навкратисе в 1899 и 1903 годах, в Асьюте в 1906—1907 годах) и в Малой Азии (в Пафосе в 1888 году, в Эфесе (Храм Артемиды) в 1904—1905 годах, в Каркемише в 1911 году). На острове Крит он раскопал Закрос и Диктейскую пещеру. В 1896 году стал членом Королевского географического общества. В 1897 году Хогарт был назначен директором Британской школы археологии в Афинах и занимал эту должность до 1900 года. В 1905 году он был избран членом Британской академии наук. С 1909 года занимал должность хранителя музея Эшмола в Оксфорде вплоть до своей смерти в 1927 году.
Во время Первой мировой войны в 1915 году Хогарт поступил на службу с временным званием лейтенант-коммандера в географический отдел Управления военно-морской разведки. В 1916 году Дэвид Хогарт был назначен исполняющим обязанности директора Арабского бюро на время пока Марк Сайкс находился в Лондоне. Он также косвенно участвовал в подготовке Арабского восстания.
В 1919 году Хогарт участвовал в Парижской мирной конференции в качестве британского представителя. В июне того же года вернулся на работу в музей Эшмола. В 1925—1927 годах являлся президентом Королевского географического общества.
Наиболее известные научные труды его авторства: «A Wandering Scholar in the Levant» (1896), «Philip and Alexander of Macedon» (1897), «The Nearer East» (1902), «Ionia and the East» (1909), «Carchemish, del I» (1914), «The Ancient East» (1914), «Hittite Seals» (1920) и «Arabia» (1922).

## Личная жизнь
7 ноября 1894 года Дэвид Хогарт женился на Лоре Вайолет Апплби (род.1864), дочери гребца Джорджа Чарльза Апплби. Лора и мать Дэвида имели общего прапрадеда, некоего Джона Апплби из Вуттона. У них был один сын, Уильям Дэвид Хогарт (1901—1965). Внучка Кэролайн Бэррон (род.1940) — историк позднесредневековой Англии.
В 1926 году здоровье Хогарта начало быстро ухудшаться из-за сердечного приступа, и в октябре 1927 года ему был предоставлен отпуск. Он умер 6 ноября 1927 года в своём доме в Оксфорде.

## Награды
- Медаль основателей (1917)
- Командор ордена Нила (1917)
- Кавалер ордена Святых Михаила и Георгия (1917)[12]
- Кавалер Большой звезды ордена Возрождения (1919)